# Esther Cooper Jackson
Esther Victoria Cooper Jackson (Contea di Arlington, 21 agosto 1917 – Boston, 23 agosto 2022) è stata un'attivista statunitense per i diritti civili e un'assistente sociale.
Ha lavorato con Shirley Graham Du Bois, W. E. B. Du Bois, Edward Strong e Louis E. Burnham ed è stata una delle redattrici fondatrici della rivista Freedomways, una testata teorica, politica e letteraria pubblicata dal 1961 al 1985. È stata anche segretaria organizzativa ed esecutiva del Southern Negro Youth Congress.

## Biografia
Jackson è nata il 21 agosto 1917 ad Arlington, in Virginia, da George Posea Cooper e Esther Georgia Irving Cooper, che fu presidente della sezione di Arlington della NAACP. Da bambina ha frequentato scuole divise. Ha conseguito una laurea all'Oberlin College nel 1938 e un master in sociologia alla Fisk University nel 1940. La sua tesi del 1940 era "La lavoratrice domestica negra in relazione al sindacalismo" (The Negro Woman Domestic Worker in Relation to Trade Unionism). Dopo la laurea ricevette una borsa di studio per sostenere uno studio sull'atteggiamento dei giovani neri nei confronti della Seconda guerra mondiale. Aveva programmato di condurre lo studio come parte dei suoi studi per un dottorato in sociologia all'Università di Chicago.
Jackson ha raccontato della sua educazione e della sua famiglia:
Nel 1945 fu delegata al Congresso mondiale della gioventù di Londra e fu presidente della sottocommissione americana per i problemi dei popoli dipendenti.
Dopo la laurea, Jackson divenne membro dello staff del Voting Project di Birmingham in Alabama per il Southern Negro Youth Congress (SNYC). Mentre lavorava con l'SNYC conobbe il suo futuro marito James E. Jackson, un teorico marxista che avrebbe lavorato come organizzatore del lavoro e funzionario del Partito Comunista degli USA. In un'intervista del 2004 ha spiegato che suo marito e l'SNYC avevano aiutato nel 1937 i lavoratori del tabacco in Virginia ad agire con successo per ottenere una giornata di otto ore e aumenti di stipendio. I lavoratori del tabacco fecero il primo sciopero in Virginia dal 1905 e i loro successi, secondo C. Alvin Hughes, "aiutarono la SNYC a guadagnarsi un seguito tra la classe operaia nera del Sud".
Inizialmente intenzionata a rimanere solo per un'estate, la Jackson rimase in Alabama per sette anni, impegnata nella lotta per abbattere le leggi Jim Crow. Per sette anni, in qualità di leader di spicco della SNYC, Esther Cooper Jackson collaborò con il marito, Louis e Dorothy Burnham, Ed Strong, Sallye e Frank Davis - genitori delle sorelle Davis, Angela e Fania - e numerosi altri, conducendo molte campagne per la promozione dei diritti dei neri e dei bianchi poveri. Le azioni della SNYC per l'integrazione dei sistemi di trasporto pubblico sono state importanti per preparare le lotte degli anni '50 e '60.

### Freedomways
Nel 1961, a New York, Jackson divenne redattore capo di Freedomways, creata da Esther Jackson, insieme a Louis Burnham, Jack O'Dell della Southern Christian Leadership Conference e la scrittrice Lorraine Hansberry. Freedomways fu la rivista teorica centrale del movimento artistico e intellettuale nero del XX secolo negli Stati Uniti. Fin dal suo lancio nel 1961, attirò storici, sociologi, economisti, artisti, lavoratori e studenti per scrivere sulla storia, l'eredità e la cultura nera. Jackson la definirà "uno strumento per la liberazione del nostro popolo". Freedomways è stata una rivista politica, artistica e intellettuale influente a livello mondiale che ha pubblicato poeti internazionali come Pablo Neruda e Derek Walcott, articoli di leader africani come Kwame Nkrumah, Julius Nyerere, Agostinho Neto e Jomo Kenyatta e del leader della sinistra caraibica C. L. R. James, nonché di autori afroamericani come James Baldwin, Alice Walker, Paul Robeson, Nikki Giovanni e Lorraine Hansberry. I più importanti artisti afroamericani, come Jacob Lawrence, Romare Bearden ed Elizabeth Catlett, contribuirono gratuitamente alle copertine della rivista, che fu letta in tutto il mondo. Unendo le lotte per i diritti civili del Sud e del Nord degli Stati Uniti degli anni '60 con un punto di vista internazionale che comprendeva il panafricanismo e altre correnti culturali e politiche, la rivista è spesso considerata un precursore del Black Arts Movement.

### Vita privata
Jackson e suo marito, James E. Jackson, si sposarono nel 1941 ed ebbero due figli. Si trasferirono a Brooklyn nel 1951 e rimasero sposati fino alla morte di lui nel 2007. Nel 2015 si trasferì in una struttura per anziani a Boston, dove morì il 23 agosto 2022, due giorni dopo il suo 105º compleanno.